# TOSEI
株式会社TOSEI（英: TOSEI CORPORATION ）は、業務用大型クリーニング機器および真空包装機の製造販売をする日本の業務用機器メーカーである。
2017年までは東芝テックの完全子会社であった。

## 特徴
業務用クリーニング機器および真空包装機の製造販売を行う業務用機器メーカーで、業務用洗濯乾燥機（マーケットシェア40%）はコインランドリー店向けのコインランドリー機器、クリーニング店向けのホームクリーニング機器、病院、ビジネスホテル、独身寮、温浴施設、スポーツ施設などの施設向けの洗濯設備等の開発、製造、販売、サービスを行っている。コインランドリー分野においては直営店を全国に展開している。
業務用真空包装機（トスパック[TOSPACK]）は食用または工業用の真空パック、真空包装機の開発、製造、販売、サービスを行っている。高温真空保存機能付きの「卓上型トスパックホットシリーズ」は特許第5575827を取得している。

## 沿革
- 1950年 - 東京電気器具株式会社（現・東芝テック、当時は東芝大仁工場）の協力工場として沢村製作所を創業。
- 1955年6月 - 東静電気株式会社として設立。
- 1958年 - 業務用「クリーニング機械（襟カフスプレス機）」の開発、製造販売開始。
- 1985年 - 卓上型「真空包装機（V-400）」の開発、製造販売開始。
- 2001年 - コインランドリー用「コイン式全自動乾燥洗濯機（SK-120C/SK-220C）」の開発、製造販売開始。
- 2004年 - ISO 14001取得（本社・工場）。
- 2011年 - ISO 9001取得（本社・工場）。
- 2012年
  - テックアプライアンス株式会社と合併、株式会社TOSEI（初代）に商号変更[1]。
  - ホットパック対応型「真空包装機（HVP-382）」の開発、製造販売開始。
- 2017年
  - コインランドリー用「集中精算システム（TSC-100）」の開発、製造販売開始。
  - 新工場2号棟完成（延べ4,550m2）。
  - 3月 - 新設分割により株式会社TOSEI（2代）に事業を移管。東芝テックが同社株式の90％をキョウデンエリアネットに譲渡[2]。本社を静岡県伊豆の国市から東京都品川区に移転。
- 2019年 - ベルト型「真空包装機（V-4000)(V-5000）」の開発、製造販売開始。
- 2020年
  - 2月 - 三菱商事系の投資ファンドである丸の内キャピタルが管理運営する丸の内キャピタル第二号投資事業有限責任組合が、特別目的会社を通じ全株式を取得[3][4]。
  - 6月 - 特別目的会社のエムキャップ五号株式会社が株式会社TOSEI（2代）を吸収合併し、株式会社TOSEI（3代）に商号変更。
  - コインランドリー用「コイン式ふとん専用ガス乾燥機（FDG-100C）」の製造販売開始。
- 2024年1月10日 - スウェーデンの家電メーカー・エレクトロラックスの業務用機器子会社であるElectrolux Professional ABが丸の内キャピタルなどより全株式を取得[5][6]。
- 2025年7月1日 - 上述したElectrolux Professional ABの日本法人エレクトロラックス･プロフェッショナル・ジャパン株式会社と合併。TOSEIが存続会社となる[7][8]。